# DJMAX Portable 3
《디제이맥스 포터블 3》(DJMAX Portable 3, DMP3)는 대한민국의 게임 개발사인 펜타비전에서 개발한 플레이스테이션 포터블 전용 리듬게임이다. 전작인 디제이맥스 포터블 1, 디제이맥스 포터블 2의 넘버링 타이틀을 잇는 후속작이다.

## 개요
2010년 5월 25일 한국과 미국, 양국의 매체를 통해 국산 PSP타이틀 최다 판매량인 DJMAX PORTABLE 시리즈의 정식 넘버링 타이틀로서 발표되었다.
 그동안 사운드팀으로 활동하던 CROOVE, Bexter, Planetboom이 각각 프로듀서 및 게임 디자이너, 디렉터, 사운드 디렉터로서 개발 전면에 나와 '음악가가 만든 음악게임'을 표방하였다.
2010년 9월 30일 18시부터 게임콘 공식 홈페이지(https://web.archive.org/web/20180809015011/http://gamecon.co.kr/) 및 주요 쇼핑몰 사이트를 통해 한정판 및 초회판의 예약 판매를 진행한 뒤, 10월 14일 정식 발매되었다.

## 전작과의 차이점
- 네트워크, 링크 디스크, 앨범, OST, 5B, 4BFX, 6BFX(=8B)가 삭제되었다.
- 곡 선택시 곡 프리뷰만 재생되는 것 뿐만 아니라 프리뷰 BGA도 같이 나오도록 되었다.
- 포터블 2에서의 레벨 시스템이 부활했다. 레벨 업시 3개의 아이템 중 하나를 랜덤으로 골라 아바타나 노트 스킨, 이펙트 등을 얻을 수 있게 되었다. 레벨 99가 되었을 시 숨겨진 모든 아이템, 곡이 전부 해금된다.
- 미션 모드가 부활했다. 이 미션 모드는 2가지 모드로 나뉘는데 하나는 포터블 2처럼 특수한 곡에서 일정한 조건을 충족해 클리어해나가는 모드와 다른 하나는 일반 플레이 도중 특수 조건을 달성시 보상을 얻을 수 있도록 하는 모드이다.
- 기존의 BGA 감상 모드, 플레이 데이터, 플레이 카운트 확인, 점수 확인은 모두 Lounge모드에서 볼 수 있도록 되어 있다.
- 리믹스 모드가 추가되었다. 일반 기어의 양 측에 추가된 ‘REMIX ZONE’에서 연주를 하는 시스템으로, PSP의 아날로그 패드와 키 버튼을 이용하여 위에서 떨어지는 노트를 받아내는 방식으로 연주가 진행된다. 리믹스 존에서 노트를 받으면 리믹스된 음이 연주된다. 리믹스 존에서 등장하는 노트는 2가지가 있다. 턴테이블 노트(Turntable Note)는 리믹스 존에서 떨어지는 보라색의 롱 노트로, 턴테이블 노트가 떨어지는 방향으로 아날로그 패드를 꺾어서 연주할 수 있다. 샘플러(Sampler Note) 노트는 리믹스 존에서 떨어지는 일반 노트로 아날로그 아날로그 패드를 노트가 떨어지는 방향으로 꺾고, 꺾은 상태를 유지하며 해당하는 노트를 입력해야 한다.[3]

리믹스 모드는 클래식 모드와 난이도 표기가 다른데, TS·SS·WS로 표기되며 각각 Turntable Set, Sampler Set, Workstation Set의 약자이다. TS는 턴테이블 노트만 등장하고 SS는 턴테이블 노트와 샘플러 노트가 같이 나오며 WS는 턴테이블 노트 없이도 샘플러 노트가 나온다.

## OST
Planetboom, NieN, makou 등 디제이맥스 시리즈의 기존 인기 뮤지션들 외에 myagi, DJ Keri 등 아티스트와 대한민국의 인기 락 밴드 PIA, Vanilla Unity 등이 참여하였다.
| - Funky People - Beautiful Girl (Seth Vogt Electro Vanity Remix) - Enemy Storm (Dark Jungle Mix) - Everything - Luv Flow (Funky House Mix) - Mellow D Fantasy - Break! - Season (Warm Mix) - Become Myself - Raise Me Up - IF - Luv is True - Your Smile - The Rain Maker - Hanz up! - Desperado (Nu skool Mix) - Zet (Mr.Funky Remix) - Drum Town - MASAI (Electro House Mix) - Leave me Alone - Gone Astray - Waiting for the sun - Dream of Winds | - Say It From Your Heart - Sweet Dream - Trip - Put Em Up - Keys to the world (Original Extended Ver.) - OUT LAW - Reborn - SuperSonic (Mr.Funky Remix) - XLASHER - Love is Beautiful - Cosmic Fantastic Lovesong - Sunny Side (Remastered Ver.) - La Campanella _ Nu Rave - Rage of Demon - NB Ranger - NonStop Remix - - Flash Finger ( Opening) - A Significant Change ( Title) - Diceplay (Mode Select) - Still Alive (Result) - Superwave (Total Result) - moTivation (Mission) - Gateway (Lounge) - Midnight Express (Ending) - Beautiful Girl (Extended Club Mix) - Drum Town (Extended Club Mix) - Funky People (Extended Club Mix) - Eternity (영원) |

## 인용
1. ↑  PM Studios Announces 'DJMax Portable 3' for the PSP in 2010 보관됨 2010-08-20 - 웨이백 머신 - IGN
2. ↑  펜타비전, 'DJ맥스 포터블 3' 발표[깨진 링크(과거 내용 찾기)] - ruliweb.com
3. ↑  DJMAX 포터블 3, 연주 시스템 소개[깨진 링크(과거 내용 찾기)] - ruliweb.com